# ویلهلم فون هانو
 آندرئاس فردریش ویلهلم وان هنو (آلمانی: Wilhelm von Hanno؛ ۱۸۲۶ – ۱۸۸۲) یک معمار اهل آلمان بود.

## نگارخانه

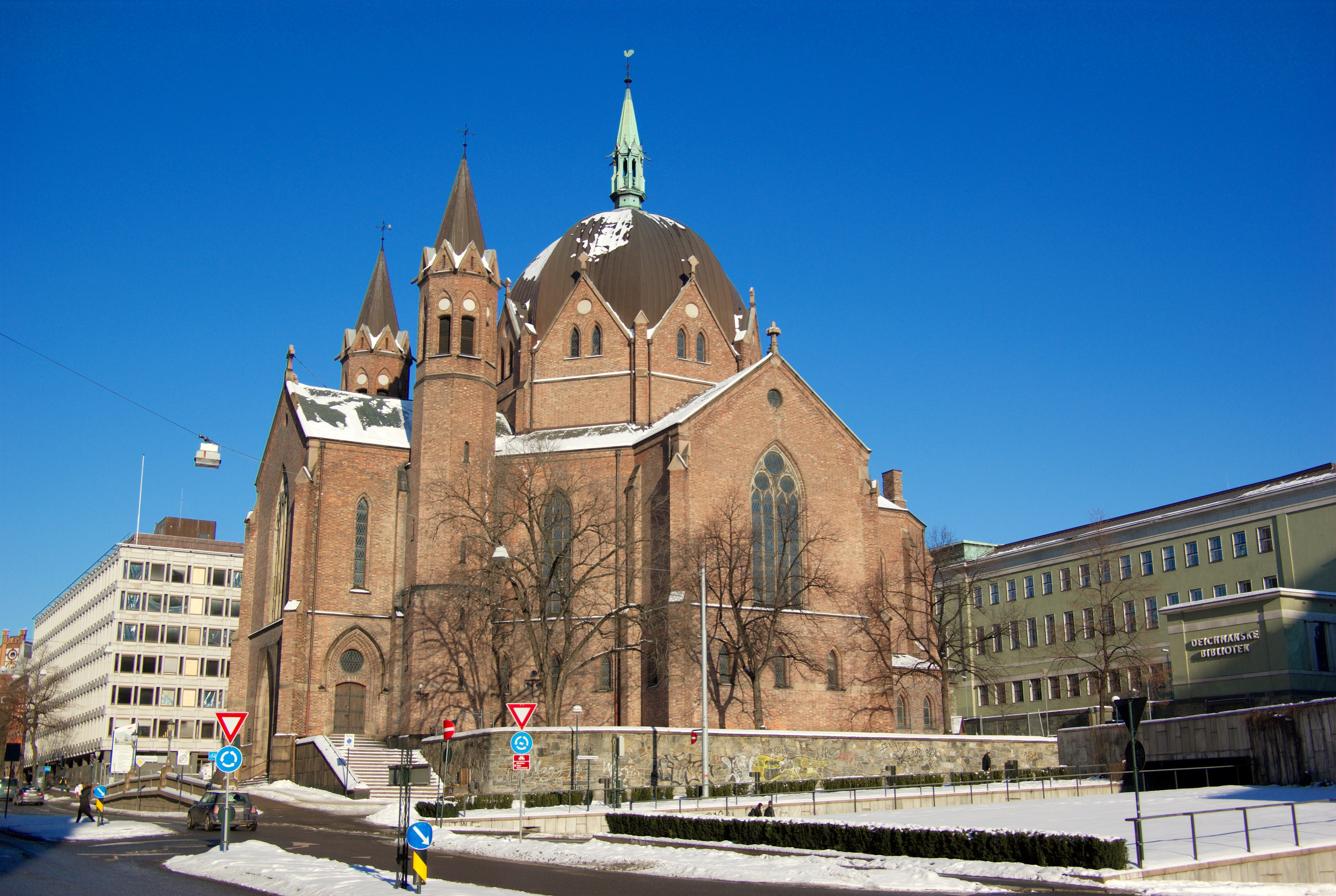
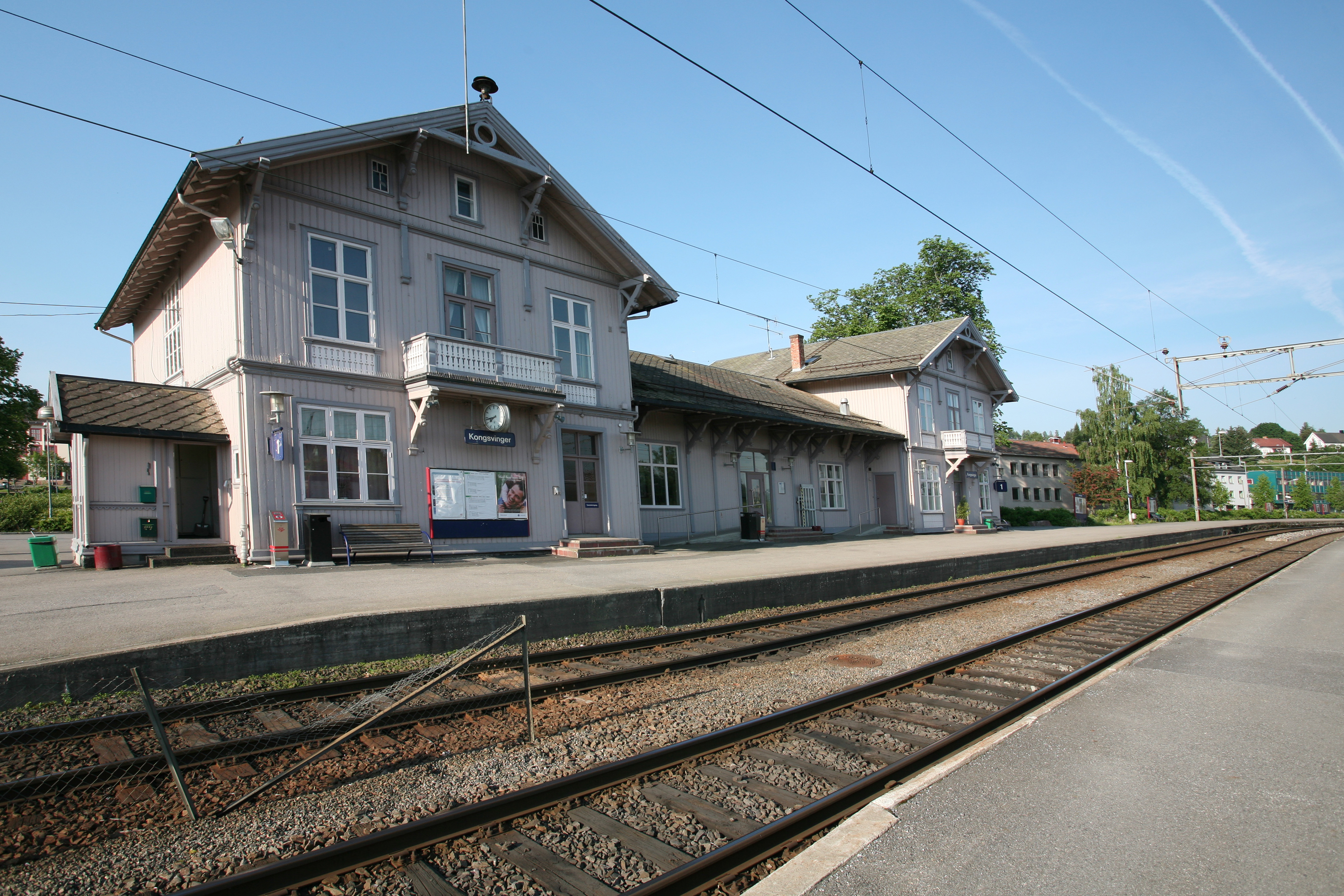
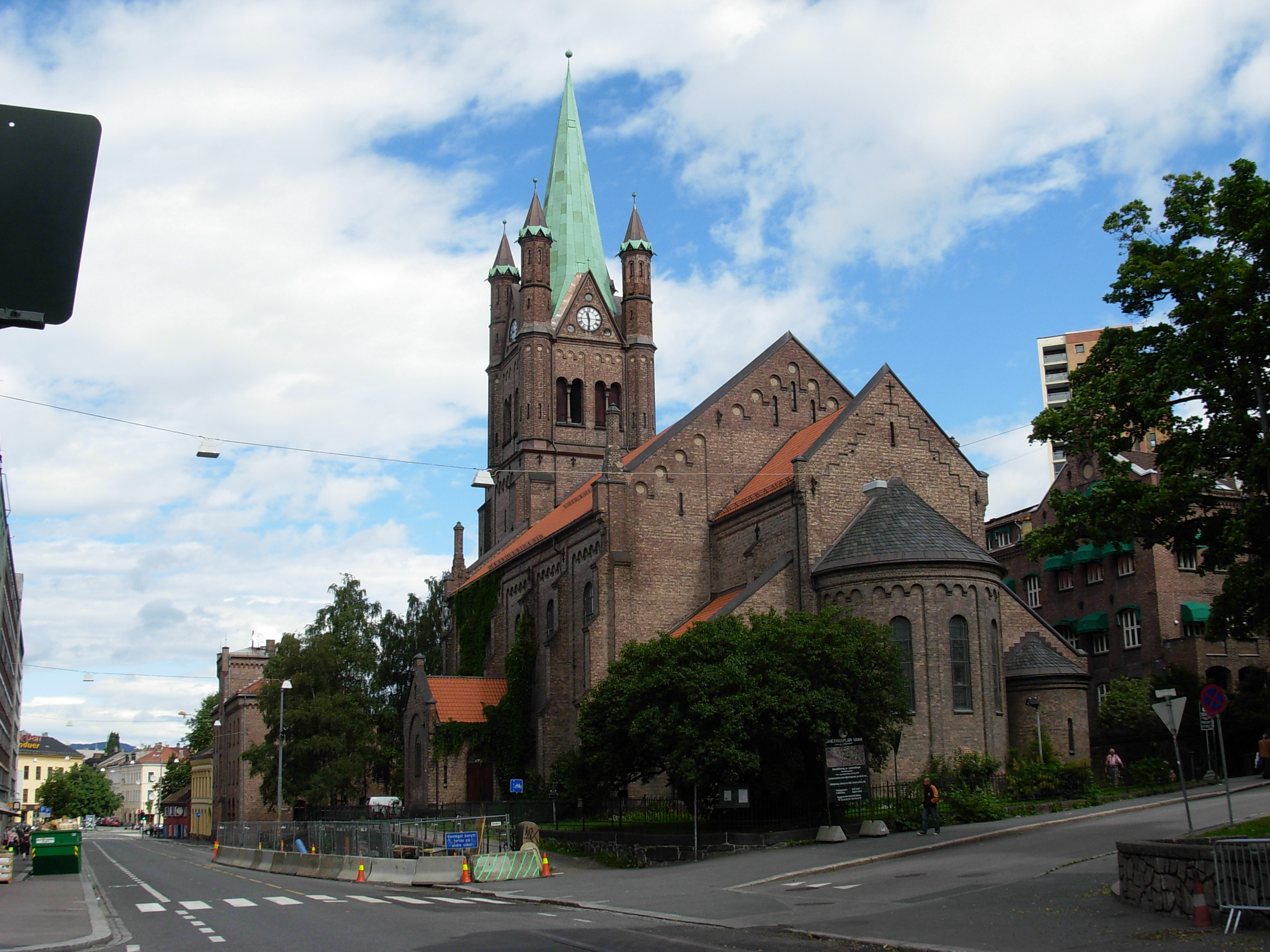